# Embia amadorae
Embia amadorae ist eine wenig erforschte Art der Tarsenspinner und lebt in Spanien und Portugal.

## Merkmale
Bei Embia amadorae handelt es sich um eine der wenigen europäischen Arten mit geflügelten Männchen. Die Weibchen sind heller gefärbt als die Männchen, generell ist die Art relativ dunkel gefärbt. Der Holotyp ist ein 11 mm großes, dunkelbraun gefärbtes Männchen.

## Verbreitung und Lebensraum
Die Art ist nur auf der Iberischen Halbinsel verbreitet. Benannt wurde die Art nach der portugiesischen Stadt Amadora.

## Taxonomie
Beim Holotyp handelt es sich um ein Männchen, das in der California Academy of Sciences in San Francisco aufbewahrt wird.